# Walenty Winid
Walenty Winid (ur. 19 lipca 1894 w Brzezinach, zm. 19 stycznia 1945 w Auschwitz) – polski geograf, profesor  Akademii Handlowej w Krakowie.

## Życiorys
Studiował filozofię w latach 1917–1919 na Uniwersytecie Jagiellońskim, a następnie geografię i ekonomię na Uniwersytecie Poznańskim, gdzie w 1925 uzyskał stopień doktora. W latach 1927–1930 kontynuował studia w USA. Po powrocie w latach 1930–1935 był wykładowcą Uniwersytetu Poznańskiego. W 1935 uzyskał habilitację z zakresu antropogeografii. W latach 1935–1937 pełnił funkcję kierownika jednego z wydziałów Instytutu Bałtyckiego w Gdyni. W 1938 został profesorem geografii gospodarczej Akademii Handlowej w Krakowie. Wykładał również na Wydziale Filozofii Uniwersytetu Jagiellońskiego. 6 listopada 1939 aresztowany w ramach Sonderaktion Krakau więziony w Sachsenhausen. Po zwolnieniu  w lutym 1940 powrócił do Krakowa. Działał również w komitecie Pomocy Więźniom Obozów Koncentracyjnych. Powtórnie aresztowany 10 marca 1943 z powodu działalności w strukturach tajnego nauczania więziony w Więzienie Montelupich. Przetransportowany do KL Auschwitz 1 października 1943. W obozie macierzystym zatrudniony w charakterze pisarza raportowego.
Ojciec dwóch synów: geografa i  kartografa Bogodara i lekarza psychiatry Boguchwała. Opracował i wydał: Kanał Bydgoski wyd. 1928 Stosunki gospodarcze ziem nadbałtyckich od Niemna po zlewisko Zalewu Odrzańskiego wyd. 1937.